# Jon Hare
Jon "Jops" Hare est né le 20 janvier 1966 à Ilford, Essex, en Angleterre. Il est un concepteur de jeux vidéos et un musicien anglais. Il est également cofondateur et directeur, avec Chris Yates, de Sensible Software.